# Neokonfucianismus

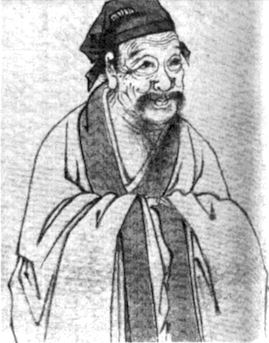
Ču Si, hlavní postava neokonfucianismu

Neokonfucianismus (čínsky pchin-jinem songming Lǐxué, znaky zjednodušené 宋明理学, tradiční 宋明理學, často zkráceno na 理學, li-süe, doslova „učení o li“) je termín používaný pro různorodé proudy konfucianismu, které se ve snaze o obrodu konfuciánské filosofie formovaly od poloviny 9. století. V první fázi dosáhly tyto snahy vrcholu v 11. století za dob Severních Sungů v podobě učení Ču Siho. Ču Siho škole Čcheng-Ču konkuruje především Wang Jang-mingova škola Lu-Wang z dob dynastie Ming a škola Taj Čena z mandžuských dob.

## Pozadí vzniku
Neokonfucianismus se vyvinul z učení konfucianismu, jehož počátky sahají do 6. století př. n. l. do dob Konfucia. Po Konfuciově smrti se jeho učení dále rozvíjelo a těšilo se výsadnímu postavení u prostých obyvatel Číny i čínského císařského dvora. S příchodem mahájánového buddhismu do Číny počátkem našeho letopočtu začal konfucianismus na svém postavení ztrácet – buddhismus oproti konfucianismu totiž nabízel svým stoupencům jednak možnost příštího zrození a tudíž život po smrti, a jednak umožňoval vstup do mnišského stavu ženám a mladším synům, kteří by se jinak nemohli vymanit z pevně dané společenské hierarchie založené na Konfuciově učení. Vedle buddhismu se v prvních stoletích našeho letopočtu začal masově šířit i taoismus a konfucianismus tak na čas ustoupil do pozadí.
Proti masovému rozšíření buddhismu se však brzy začala stavět část úřednictva, která se obávala dalšího oslabování pozic konfucianismu (a tím i narušení výsadního postavení úřednického aparátu). Tyto snahy vrcholily koncem 40. let 9. století. Zejména díky konfuciánskému úředníku Chan Jüovi začal být buddhismus a taoismus tvrdě potlačován. I díky tomuto silnému oslabení pozic taoismu a buddhismu byla připravena živná půda pro opětovný návrat konfucianismu k moci.

## Ču Si
John K. Fairbank vidí počátek neokonfuciánství v době, kdy Džürčeni svrhli Severní Sungy. V této době totiž působili a svá díla napsali jedni z hlavních učenců neokonfuciánství, kterým se však dostalo širší pozornosti a uznání v době, kdy na scénu nastupuje Ču Si. Ču Si, rodák z dnešní provincie Fu-ťien, byl za své radikální výstupy proti neschopné úřednické aparatuře několikrát trestán, mimo jiné ho stihlo i vyhnanství. Stal se významným učencem tehdejší doby, dle Josepha S. Wua byl Ču Si nejvýznamnější učenec čínského filozofického myšlení od dob Konfucia. Své učení zaznamenal do množství spisů, k nejvýznamnějším patří Čtyři knihy; tento spis obsahuje texty a rozsáhlé analytické komentáře spisů Velké učení, Učení středu, Konfuciových Hovorů a Meng-c’.

### Učení
Ču Si ve své nauce spojil jednak různorodé proudy neokonfuciánských myšlenek a jednak k nauce tradičního konfucianismu „přidal“ některé další prvky buddhismus a taoismu. Základní princip neokonfucianismu tvoří nauka o li, čchi a tchaj-ťi. Zatímco čchi je materiální princip všech věcí (i živých bytostí), li je podstata, idea, která existenci těchto věcí provází. Zatímco čchi má každá věc jedinečné (např. každý strom je jiný – jeden větší, další menší apod.), li je pro jednotlivé druhy věcí totožné (např. li stromu bude stejné i pro další strom). Zatímco li určuje ráz, povahu věci, čchi dává každé věci jedinečnou formu. Pojem tchaj-ťi (většinou překládáno jako „nejvyšší nejzazší“) pak dotváří obraz makrokosmu – jedná se o všeprostupující princip řídící celý vesmír. Koncept tchaj-ťi je blízký konceptu tao v taoismu.
Čchi většiny lidí je natolik temné, že zastiňuje jejich li. Řečeno přeneseně, materiální a fyzické potřeby většiny lidí jsou natolik silné, že překrývají jejich inteligenční potenciál a rozvoj ducha, který je ukryt v li. Člověk se podle Ču Siho proto musí snažit odbourat své temné čchi pomocí meditací, studií a úvah o konfuciánských principech, aby tak dosáhl harmonie s přírodou, rodinou i společností.